# Recién cazado
Recién Cazado (no Brasil, Recém-Casado), é um filme de comédia romântica de 2009, dirigido e produzido por René Bueno e protagonizado pelo ator mexicano Jaime Camil e pela atriz venezuelana Gabriela Vergara.

## Produção
O filme foi rodado em vários pontos da cidade de Ensenada, na Baixa Califórnia e em Paris, na França.

## Sinopse
Sebástian é um reconhecido e talentoso enólogo, que leva uma vida inconsequente, carregada de mulheres e bebidas. Sua mãe (Angélica Aragón), que é cartomante, sempre pede para o filho levar sua vida mais a sério, porém, ele se recusa. Certa manhã, Sebástian acorda com uma mulher ao seu lado. Seu nome é Alexa (Gabriela Vergara), uma jovem bióloga marinha. Sebástian não lembra de nada do que aconteceu na noite anterior, porém Alexa insiste que ele se aceitou se casar com ela e que até assinou o contrato de casamento. Para tranquilizar os dois lados, Alexa pede para que Sebastian a deixe morar em sua casa por três semanas, para que nesse tempo possa ver se ficou grávida ou não.

## Elenco
| Ator/Atriz       | Personagem               |
| ---------------- | ------------------------ |
| Jaime Camil      | Sebastian                |
| Gabriela Vergara | Alexa                    |
| Angélica Aragón  | Mãe de Sebastian         |
| Otto Sirgo       | Chefe e pai de Sebastian |
| Rubén Zamora     | Esteban                  |

## Prêmios e indicações
Em 2010, o filme ganhou o Diosa de Plata pela categoria "Melhor Canção", com a música "Quédate" interpretada por Pambo, empatada com "Mírame Bien" interpretada por Sofía Maqueo, do filme El Estudiante. Foi indicado também a mais duas categorias: "Melhor Fotografia" e "Melhor Atriz Principal" para Lilia Aragón, porém perderam para o filme Espiral e para a atriz Norma Lazareno respectivamente.